# Střítež nad Bečvou (nádraží)
Střítež nad Bečvou je dopravna D3 na železniční trati Valašské Meziříčí – Rožnov pod Radhoštěm, v těsné blízkosti silnice I/35. Odbočuje z ní vlečka do nedaleké pily. Nachází se v katastrálním území obce Zašová a je přibližně jeden kilometr vzdálená od intravilánu obce Střítež nad Bečvou.

## Historie
Stanice byla otevřena v roce 1892. Dříve zde stála cihlová staniční budova, ale po povodních a rekonstrukci stanice v roce 2009 byla budova nahrazena přístřeškem. V roce 2016 byl plechový přístřešek nahrazený přístřeškem z prefabrikovaných dílů a byl vytvořen přístupový chodník od cesty. Stanicí začaly vlaky projíždět od roku 2020, od té doby byla z dopravny odstraněna nástupiště a přístřešek. Od změny grafikonu dne 9. června 2024 zde opět zastavují vybrané vlaky Českých drah pro výstup a nástup cestujících.[zdroj?]